# Alexander Hislop
Pour les articles homonymes, voir Hislop.
Alexander Hislop (né en 1807 à Duns, mort le 13 mars 1865 à Arbroath) est un pasteur de l'Église libre d'Écosse. Il est notamment connu pour ses critiques à l'égard de l'Église catholique romaine.

## Biographie
Il est le fils de Stephen Hislop (mort en 1837), maçon de profession et ancien de la Relief Church. Le frère d'Alexander a également été nommé Stephen Hislop (1817-1863) et est devenu bien connu en son temps en tant que missionnaire en Inde. Alexander est aussi, pour un temps, maître d'école à Wick. En 1831, il épouse Jane Pearson.
Il est aussi connu en tant qu'éditeur du journal écossais The Guardian.
Il est mort d'une attaque de paralysie un an après avoir été malade pendant deux ans.
Il a écrit plusieurs livres, dont The Two Babylons (1853) où il soutient que l'Église catholique romaine provient du culte de Nimrod et de son enfant.

## Œuvres
- Christ's Crown and Covenant: or national covenanting essentially connected with national revival (Arbroath and Edinburgh, 1860)
- Infant Baptism, according to the Word of God and confession of faith. Being a review, in five letters, of the new theory of Professor Lumsden, as advocated in his treatise entitled, "Infant baptism: its nature and objects." (Edinburgh, 1856)
- The Light of Prophecy let in on the dark places of the Papacy (exposition of 2 Thess 2: 3–12) (Edinburgh, 1846)
- The Moral Identity of Babylon and Rome (London, 1855)
- The Red Republic; or Scarlet Coloured Beast of the Apocalypse (Edinburgh, 1849)
- The Rev. E.B. Elliott and the "Red Republic" (Arbroath, circa 1850)
- The Scriptural Principles of the Solemn League and Covenant : in their bearing on the present state of the Episcopal churches (Glasgow, 1858)
- The Trial of Bishop Forbes (A lecture delivered in East Free Church, Arbroath) (Edinburgh, 1860)
- Truth and Peace (in reply to a pamphlet, entitled "Charity and mutual forbearance" by "Irenicus") (Arbroath, 1858)
- The Two Babylons; or, the Papal Worship proved to be the worship of Nimrod and his wife (Edinburgh, 1853 & 1858)
- Unto the Venerable the General Assembly of the Free Church of Scotland : the petition of the undersigned (relates to James Lumsden on "Infant Baptism":  Hislop was head signatory of this petition) (Edinburgh, 1860)